# Viktorija Tokareva
Viktorija Samojlovna Tokareva, nata Šefter (in russo Виктория Самойловна Токарева - Шефтер?; Leningrado, 20 novembre 1937), è una scrittrice russa.
Le sue opere affrontano il senso di disagio e sono incentrati sulle dinamiche del mondo femminile e familiare. I dialoghi occupano una posizione predominante, accompagnati da un elemento distintivo di ironia.

## Biografia
Nata nel 1937 a Leningrado, nell'allora Repubblica Socialista Federativa Sovietica Russa, sviluppa il suo amore per la letteratura all'età di 12 anni, quando sua madre le legge il racconto breve di Čechov Il violino di Rothschild. Cerca di entrare nella facoltà di medicina ma viene respinta, e decide quindi di studiare musica al Conservatorio di San Pietroburgo. Finiti gli studi, inizia a lavorare come insegnante di musica in una scuola nella periferia di Mosca, ma non sentendosi soddisfatta decide di diventare attrice e nel 1963 si iscrive all'Istituto statale pan-russo di cinematografia (VGIK), dove scopre il suo talento come scrittrice e si dedica alla stesura di sceneggiature. Durante il suo secondo anno al VGIK pubblica il suo primo libro, Den' bez vran'ja.
I personaggi di Tokareva sono generalmente persone comuni che affrontano problemi comuni, principalmente donne. La sua scrittura può sembrare a tratti moralistica, in quanto difende i valori e i ruoli di genere tradizionali, il che ha portato alcuni critici occidentali a definirla "pre-femminista". Sebbene scriva attenendosi principalmente alla corrente realista, a volte inserisce anche tratti di realismo fantastico.

## Opere
- Den' bez vran'ja (День без вранья, lett. "Un giorno senza mentire"; 1964)
- Kogda stalo nemnožko teplee (Когда стало немножко теплее, "Quando divenne un po' più caldo"; 1972)
- Letajuščie kačeli: Ničego osobennogo (Летающие качели: Ничего особенного, "Atalene volanti: niente di speciale"; 1987)
- Skazat' - ne skazat' (Сказать - не сказать, "Dire o non dire"; 1991)
- Džentl'meny udači (Джентльмены удачи, "Gentiluomini della fortuna"; 1993)
- Korrida (Коррида; 1993)
- Cheppi ėnd (Хеппи энд; 1995)
- Na čerta nam čužie (На черта нам чужие, "Il Diavolo prende gli estranei"; 1995)
- Ne sotvori (Не сотвори, "Non creare"; 1995)
- Vmesto menja (Вместо меня, "Al posto mio"; 1995)
- Lošadi s kryl'jami (Лошади с крыльями, "Cavalli con le ali"; 1996)
- Rimskie kanikuly (Римские каникулы, "Vacanze romane"; 1996)
- Telochranitel' (Телохранитель, "Guardia del corpo"; 1997)
- Ničego osobennogo (Ничего особенного, "Niente di speciale"; 1997)
- Letajuščie kačeli (Летающие качели, "Altalene volanti"; 1997)
- Možno i nel'zja (Можно и нельзя, "È possibile e non è possibile"; 1997)
- Lavina (Лавина, "Valanga"; 1997)
- Kino i vokrug (Кино и вокруг, "Cinema e dintorni"; 1998)
- Odin iz nas (Один из нас, "Uno di noi"; 1998)
- Ja est' (Я есть, "io sono"; 1998)
- Lilovyj kostjum (Лиловый костюм, "Il costume lilla"; 1999)
- Gladkoe ličiko (Гладкое личико, "Visetto liscio"; 1999)
- Zvezdja v tumane (Звезда в тумане, "Una stella nella nebbia"; 1999)
- Rozovye rozy (Розовые розы, "Rose rosa"; 1999)
- Ėtot lučšij iz mirov (Этот лучший из миров, "Questo è il migliore dei mondi"; 1999)
- Vsë normalno. Vsë chorošo (Всё нормално. Всё хорошo, "Tutto normale. Tutto va bene"; 2000)
- Strelec (Стрелец, "Sagittario"; 2000)
- Pervaja popytka (Первая попытка, "Primo tentativo"; 2001)
- Svoja pravda (Своя правда, "La propria verità"; 2002)
- Iz žizni millionerov (Из жизни миллионеров, "Dalla vita dei milionari"; 2003)